# Mugamba
Mugamba är en kommun i Burundi. Den ligger i provinsen Bururi, i den centrala delen av landet, 40 kilometer sydost om Burundis största stad Bujumbura.